# Powieść graficzna

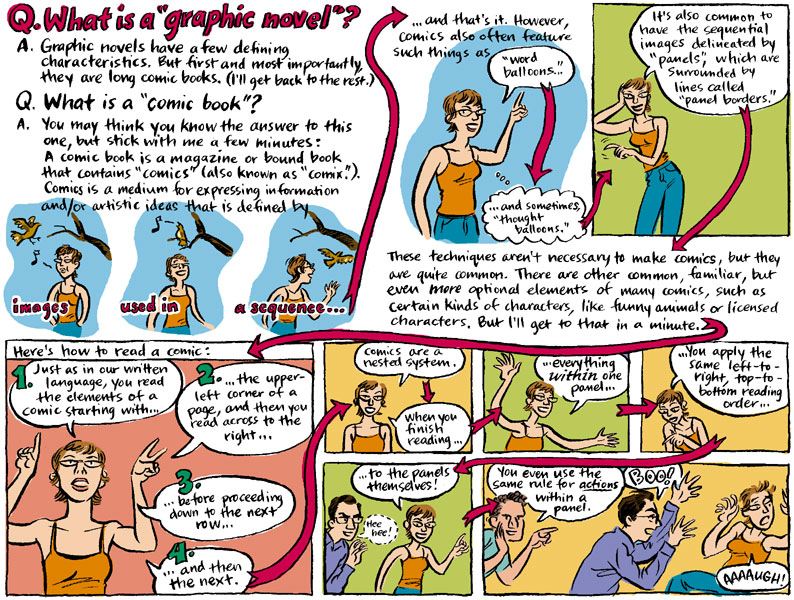
„Co to jest powieść graficzna?” to dwustronicowe, skrócone wprowadzenie do tego, czym są komiksy, jak działają i jak je czytać.

Powieść graficzna – gatunek literacki, rodzaj komiksu. Jest to spolszczenie amerykańskiego terminu graphic novel stworzonego w celu odróżnienia „poważnych” historii komiksowych dla dorosłych od popularnych komiksów o superbohaterach o „lżejszej” tematyce.
Teoretycznie termin ten obejmuje zamknięte historie o dużej objętości (ponad 100 stron), które nigdy wcześniej nie były publikowane w odcinkach (w standardowych 24-stronicowych zeszytach lub prasie).
W praktyce pod to określenie amerykańskie wydawnictwa podciągają wszystkie wydania zbiorcze zeszytów (ang. trade paperback), łącznie z superbohaterskimi. W Polsce termin powieść graficzna wydawcy stosują, aby uniknąć skojarzeń z mało poważnym w opinii wielu osób określeniem komiks.
Za autora pierwszych powieści graficznych uznaje się Willa Eisnera (Umowa z Bogiem), chociaż faktycznie tego typu komiksy jako pierwszy tworzył Raymond Briggs.